# أنبئوني بالرؤيا

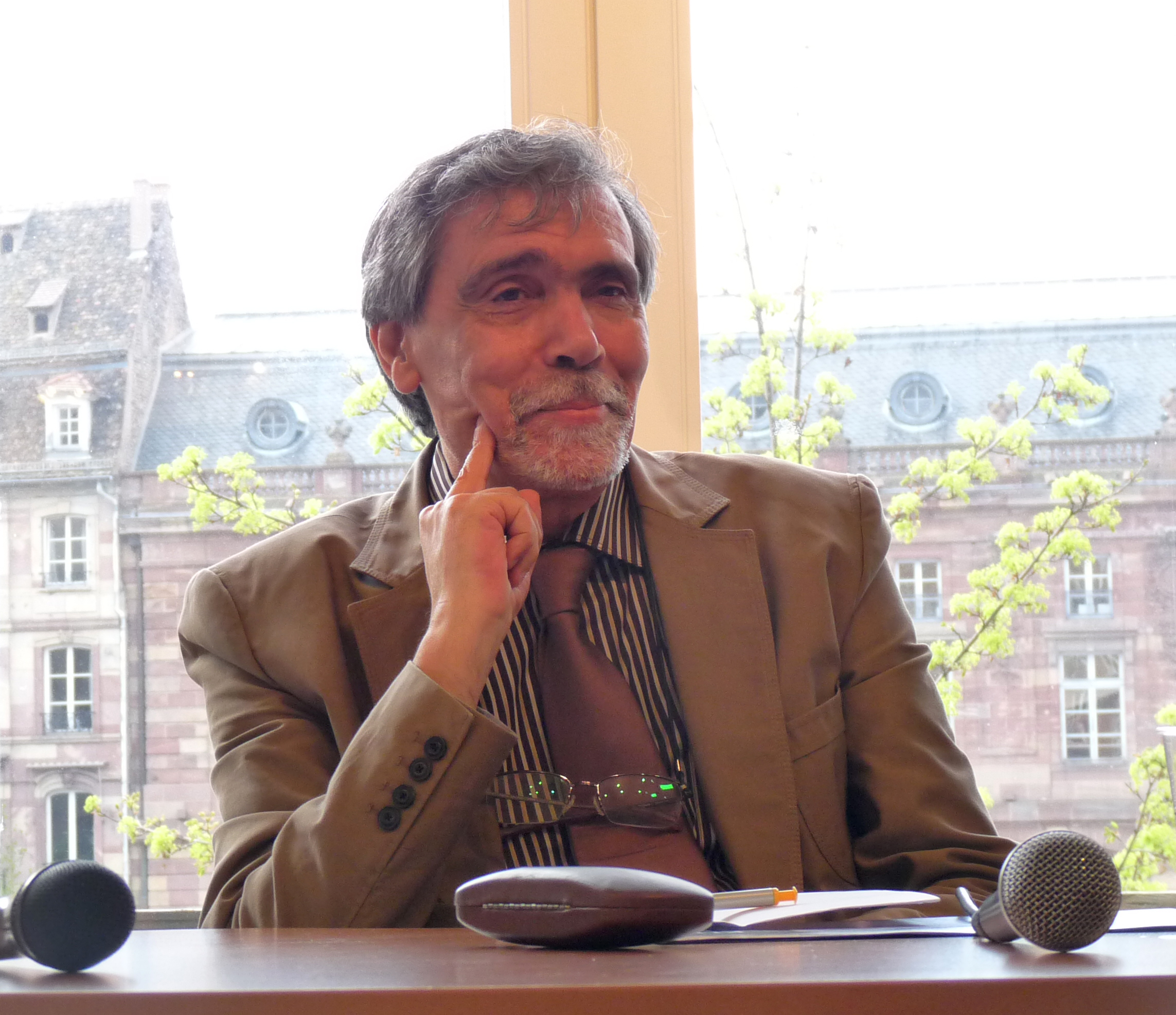
الكاتب عبد الفتاح كيليطو،

"أنبئوني بالرؤيا"،هي رواية للكاتب والروائي والناقد و الأكاديمي المغربي عبد الفتاح كيليطو ، كتبها باللغة الفرنسية تحت عنوان: "Dites-Moi Le Songe"، و ترجمها إلى اللغة العربية المترجم عبد الكبير الشرقاوي، حيث يستحضرالكاتب ذكريات طفولته، وخياله، ويكتب تأملاته حول الكتابة والقراءة، خاصة قراءته المغايرة للكتاب المشهور "ألف ليلة وليلة".

## محتويات الرواية
ينقسم هيكلة الكتاب إلى أربعة فصول:
1. إيدا في النافذة
2. الجنون الثاني لشهريار
3. معادلة الصيني
4. رغبة تافهة في البقاء

في الفصل الأول لم يقدم الراوي "أيدا" التي أحبها ولم تعره اهتماماً. وفى الفصل الثاني نسج كليطو حكاية أخرى حول شخصية "إسماعيل كملو" أحد طلابه اللامعين الذي يقدم أطروحة عن الخواتيم المهملة في الليالي العربية. أما في الفصل الثالث عرض انتقال كليطو من التركيز على الأدب وتداخلاته وأطروحة إسماعيل كملو إلى تجسيد صورة المرأة وعلاقتها بالرجل. وفى الفصل الرابع والأخير يتحدث كليطو عن ظهور "عايدة" مرة ثانية ومع لعبتها المثلة في الاختفاء والظهور.

## ملخص الرواية
يحكي الكاتب تجربة قراءة كتاب  "ألف ليلة و ليلة" و هو صغير، وكيف أنه بفضل مقال له هو في الأصل بحث لنيل شهادة الماستر، "النوم في ألف ليلة وليلة"، دعي الى الولايات المتحدة الأمريكية و حصل على منحة فيها لمدة شهرين  .
يطرح الكاتب أسئلة مسكوت عنها في الكتاب مثل حالة شخصية شهرزاد التي لا تنام أبدا في الليل  و التي يفترض أن  تنام في النهار . كما يكشف تقدير"بورخيس" لكتاب"الليالي"
يكتشف عند شراء نسخة قديمة للترجمة الانجليزية للكتاب و التي قام بها السير ريتشارد بيرثون حكاية فيها لم يسبق نشرها في أي طبعة كان قد اطلع عليها  الكاتب و هو المختص في الكتاب.و يحاول البحث في مصداقية هذه الحكاية و نسبتها الى كتاب الليالي من حيث متنها و مصدرها. و يتساءل عن تماثلها مع حكاية  دموع "نيتشه" وقد أبصر في مدينة طورينو صاحب عرب ينهال بالسوط على حصان فيعانق الدابة مجهشًا بالبكاء.
يلتقي بفتاة إسمها "إيدا "و تكشف زوجة مستضفيه السيد هامسوت عن حبه لها و هو ما تقابله بالتجاهل كونها تعد جميع الرجال أشرارا تأثرا بإيما بطلة رواية "مدام بوفاري" و مصيرها المأساوي.
في الفصل الثاني: الجنون الثاني لشهريار يحكي الكاتب قصة أحد طلبته المهتمين بألف ليلة وليلة و يدعى إسماعيل كملو، و الذي كان قارئا نهما ، و كيف قبل الاشراف على أطروحته حول كتاب " ألف ليلة و ليلة "بصعوبة ، كما يتحدث عن تفاصيل مناقشة الاطروحة .
و تسحضر الأطروحة العديد من الشخصيات مثل: هارون الرشيد و الملك نبوخذ نصر وأستير و الملك أحشويروس و حكايتي دانيال  و عطاف...
كما فصل في ما أسماه طالبه إسماعيل بالجنون الثاني لشهريار و الذي انتقل من شهرزاد الى كتاب الملك.

## نقد
يتكئ عبد الفتاح كيليطو بقوة على النص التراثي كعادته في كثبر من كتبه ،و يخترق هذه الرواية ثلاثة أسئلة تعبر النص من بدايته إلى نهايته : ما هو كتاب ألف ليلة و ليلة ؟ كيف تقرأها؟ كيفي مكن أعادة كتابتها؟ رغم كون قراءته عميقة وأصيلة، فإن إجابات كيليطو ليست قطعية أبدا. إنها تنفتح على العكس من ذلك على تساؤلات أخرى، مثلها مثل الحكايات المتداخلة و المتنوعة في "ألف ليلة وليلة".
يحاور الكتاب حكايات و أفكار من التراث العربي والعالمي من شعر وحكايات وآراء وشخصيات، مثل ابن بطوطة، والمعتمد بن عباد، وسوفوكليس وسرفانتس، وجاك دريدا وإدكار آلن بو، ونيشه، ومارسيل بروست وهرمان ميلفيل، ‏‏ونصوص (ألف ليلة وليلة) و(الإمتاع والمؤانسة) و(رحلة ابن بطوطة)….

## اقتباسات
- كأن للادب فضيلة علاجية فإن لم يشفي أمراض البدن فهو يسكن آلام النفس.
- لم أغفل أن أقول إن شهرزاد لو أغمضت عينيها ليلة واحدة، لكانت مقطوعة الرأس في الغد.
- فكر في كل الكتب التي نتخلص منها بمناسبة تغيير المسكن! ماذا كانت ستصير مهنة بائع الكتب القديمة لولا أن الناس لا يبدلون مسكنهم؟.
- لماذا عليهم أن يعرفوا الليالي؟ ليسوا في الموقع المألوف عندي، موقف العربي الذي يحس نفسه مجبرا على معرفة الأدب الغربي، لأن ذلك بالنسبة له حتمية مطلقة، مسألة حياة أو موت.
- كلما قرأ شهريار، ليلاً، واحدا من كتب شهرزاد الألف، كان يقهقه ضاحكا ويدمع باكيا، تقريبا في الآن ذاته.